# Фабиан Ернст
Фабиан Ернст (на немски: Fabian Ernst) е немски футболист, който играе за турския гранд Бешикташ, полузащитник.

## Биография
Започва кариерата си с отбора на Хановер 96. От 1998 г. до 2000 г. той играе за Хамбургер в Бундеслигата, има 48 мача, без отбелязани голове. Като полузащитник започва да се изявява в многократния шампион на Германия Вердер Бремен. За Вердер има 152 мача в Бундеслигата, вкавра 11 гола. Напуска Вердер, след което прекарва три и половина години в Шалке 04. Става трансферна цел на турския гранд Бешикташ на 2 февруари 2009 година, като подписа договор до 2012 година.
В първия си сезон за Бешикташ той вкарва 2 гола. В края на сезона, е избран за „Най-добър играч на отбора“ от привържениците. На 16 септември 2010 г. Ернст отбелязва победният гол срещу ПФК ЦСКА (София), в последната минута, в мач от груповата фаза на УЕФА – Лига Европа.